# کارنیشن (واشینگتن)
کارنیشن (به انگلیسی: Carnation) شهری در شهرستان کینگ، واشینگتن ایالت واشینگتن است که در سرشماری سال ۲۰۱۰ میلادی، ۱۷۸۶ نفر جمعیت داشته‌است.